# Makin (ilha)

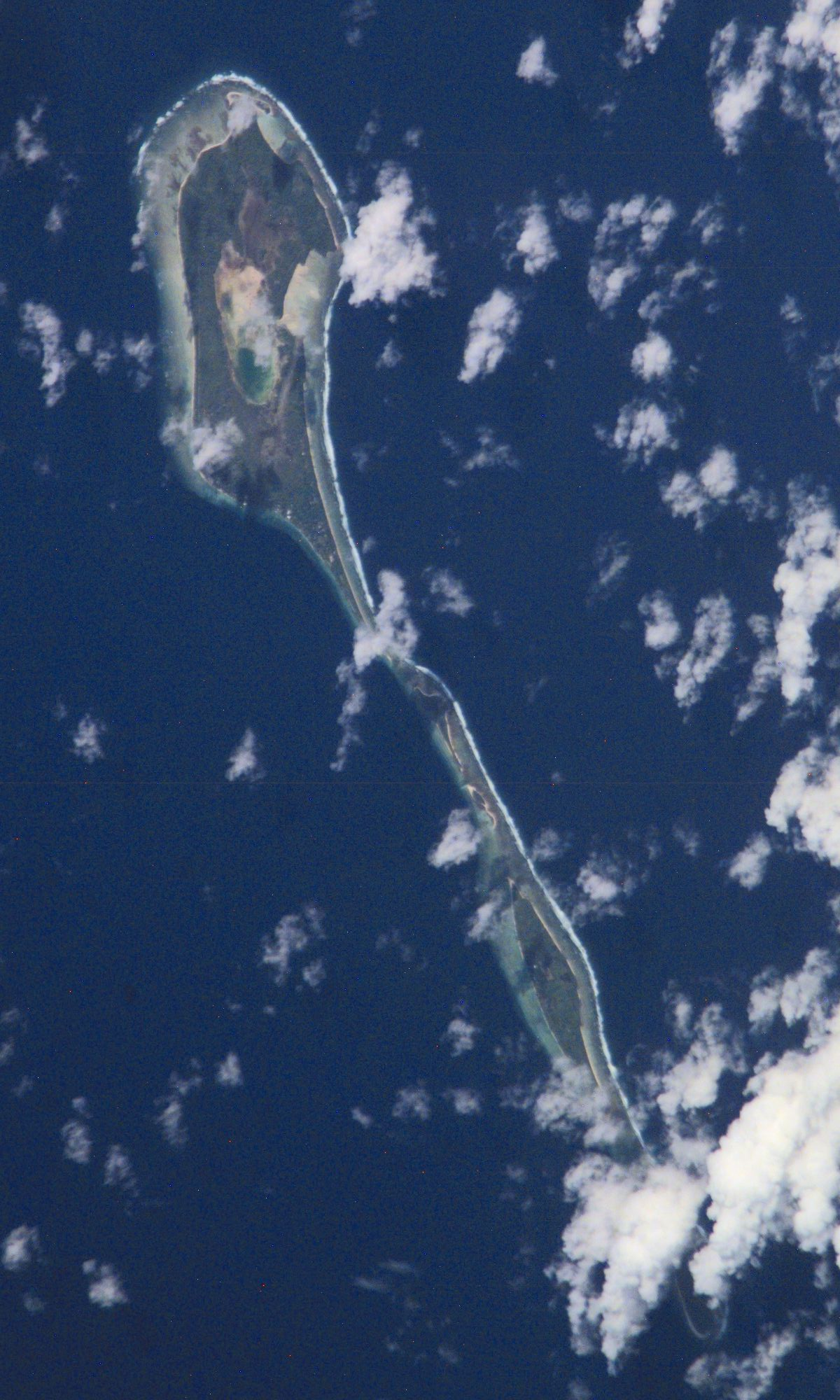
Imagem por satélite de Makin com a ilha de Makin à direita.

Makin é uma ilha de Kiribati localizada nas Ilhas Gilbert, no extremo norte de Makin. É a maior ilha do arquipélago, com 1834 habitantes.